# Барботування
Барботува́ння — продавлювання (пропускання) газу через шар рідини. Застосовують для нагрівання рідини парою, перемішування агресивних рідин і абразивних пульп, пиловловлення. Барботування також супроводжує процеси абсорбції, ректифікації, флотації, флокуляції. При абсорбції і ректифікації барботування відбувається на тарілках так званих барботажних колон. При барботуванні створюється велика міжфазна поверхня на межі рідина-газ, що сприяє інтенсифікації тепло- і масообмінних процесів, а також повнішій хімічній взаємодії газів з рідинами. Може також застосовуватися для гомогенізації суспензій та гідросумішей. Барботування повітрям застосовується у мембранній дистиляції для того, щоб зменшити вплив температурної поляризації.